# Caterina Cavalieri

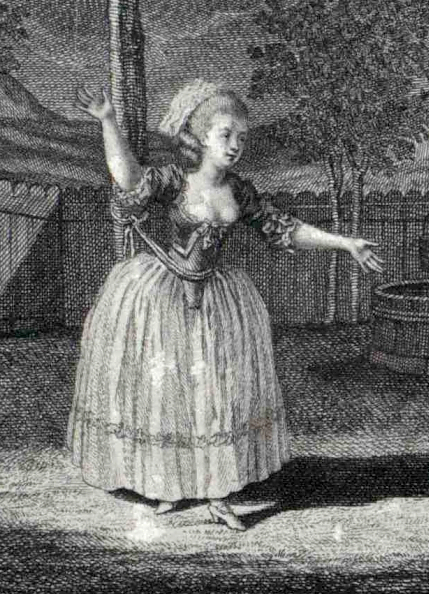
Caterina Cavalieri in Ignaz Umlaufs Singspiel Die Bergknappen

Caterina Cavalieri, auch Katharina Cavalieri, vollständig Katharina Magdalena Josepha Cavalier (* 18. März 1755 in Lichtental in Wien; † 30. Juni 1801 in Wien) war eine österreichische Opernsängerin und eine der berühmtesten Sopranistinnen ihrer Zeit.

## Leben
Als Tochter des Schullehrers und Chorregenten Joseph Carl Cavalier (* 27. Jänner 1722, † 2. Oktober 1787) und dessen Frau Maria Anna Martinides (* 14. Juni 1725, † 16. April 1800) (Tochter des böhmischen Kirchenmusikers Martin Martinides) wuchs sie mit ihren vier Schwestern Francisca Helena Apolonia (* 9. Februar 1760, † ?), Josepha Magdalena Eleonora (* 21. Februar 1762, † ?), Elisabeth Magdalena (* 16. April 1764, † ?), Josepha (* 15. Dezember 1766, † ?) im Vorort Währing auf. Als sehr junges Mädchen wurde sie bereits zum Kirchengesang herangezogen. Kunstfreunden fiel bald ihre schöne Stimme auf, worauf sie die Ausbildung der talentierten Sängerin bei Antonio Salieri veranlassten, der sie ihr Leben lang förderte. Bereits 1775 debütierte sie an der italienischen Oper Pasquale Anfossis La Finta giardiniera im Kärntnertortheater. Sie änderte rasch ihren Namen von Cavalier zu Cavalieri um ihn italienisch klingen zu lassen.
Gleich nach der Einrichtung des „Deutschen National-Singspiels“ durch Kaiser Joseph II. wurde sie für diese Bühne engagiert, wo sie als eine der bestbezahlten Sängerinnen ihre größten Triumphe feierte, u. a. in Ignaz Umlaufs Singspiel Die Bergknappen (bereits in der Uraufführung am 18. Februar 1778) und als Nannette in Salieris musikalischem Lustspiel Der Rauchfangkehrer (30. April 1781). Bei der Uraufführung am 1. Juni 1785 der Oper Gli sposi malcontenti von Stephen Storace im alten Burgtheater am Michaelerplatz sang sie die Rolle der Enrichetta neben Nancy Storace, Michael Kelly, Therese Teyber, Vincenzo Calvesi und Francesco Benucci. In den Jahren von 1776 bis 1792 war sie sehr aktiv in der Tonkünstler Societät und sang die Sopransoli in deren Oratorien, so zum Beispiel auch in der Aufführung von Isacco Figura del Redentore von Marianna Martines, das 1782 zwei Mal aufgeführt wurde.
Zu ihren letzten bekannten Premieren gehörten unter anderem die Rolle Donna Elvira in der Wiener Erstaufführung am 7. Mai 1788 von Wolfgang Amadeus Mozarts Don Giovanni und im November desselben Jahres die Rolle der Galatea in Mozarts Bearbeitung von Georg Friedrich Händels Oper Acis und Galatea in deutscher Sprache.
Nach 1790 zog sie sich langsam von der Bühne zurück, am 1. März 1793 wurde sie pensioniert. Über ihre letzten Lebensjahre ist nur wenig bekannt. Cavalieri starb ledig und kinderlos am 30. Juni 1801 in ihrer Wohnung am Graben an Faulfieber bzw. Fleckfieber. Sie wurde am Tag darauf um 6:30 Uhr begraben.
Eine angebliche Liaison mit Salieri basiert auf einem vom Dichter Lorenzo da Ponte aufgebrachten Gerücht, auch eine Affäre mit Wolfgang Amadeus Mozart muss ins Reich der Fantasie verwiesen werden.
Ihre sehr gründlich ausgebildete, kraftvoll-klare Stimme hatte einen außergewöhnlichen Umfang sowie eine beinahe legendäre Geläufigkeit, der zahlreiche Komponisten Tribut zollten. Der Komponist Joseph Martin Kraus zeigte sich während seines Wien-Aufenthalts im Jahr 1783 von Cavalieris Stimme weniger beeindruckt und bezeichnet sie in seinem Tagebuch als „klein, aber wohlklingend“.
Mozart schrieb für sie die Partie der Konstanze in Die Entführung aus dem Serail (1782), die Sopranpartie in Davidde penitente (1785) und die Rolle der Mademoiselle Silberklang in Der Schauspieldirektor (1786), außerdem fügte er die große Einlagearie Mi tradì in Don Giovanni für sie ein. Mozart erwähnt Cavalieri und Salieri in seinem letzten erhaltenen Brief vom 14. Oktober 1791.

## Verwandtschaften
Der Onkel von Caterina, Joachim Cavalier (* ≈1751, † 21. Juni 1781), ebenfalls Schullehrer bzw. Schulmeister, hatte mit Maria Anna geb. Pächler zwei Kinder, Maria Anna (* 15. April 1772, † 21. Oktober 1777) und Martin Joseph (* 5. Februar 1781, † ?).

## Trivia
Cavalieri ist eine stumme Rolle in Peter Shaffers Theaterstück Amadeus. Die Sprechrolle der Cavalieri in Miloš Formans Oscar-prämierter Amadeus-Verfilmung wird gespielt von Christine Ebersole und gesungen von Suzanne Murphy.